# جريج كلارك
جريج كلارك (بالإنجليزية: Gregg Clark) هو لاعب هوكي الحقل جنوب أفريقي، ولد في 11 يناير 1971.

## وصلات خارجية
- جريج كلارك على موقع الاتحاد الدولي للهوكي (الإنجليزية)
- جريج كلارك على موقع اتحاد جنوب إفريقيا للهوكي (الإنجليزية)
- جريج كلارك على موقع أوليمبيديا (الإنجليزية)
- جريج كلارك على موقع اتحاد ألعاب الكومنولث (مؤرشف) (الإنجليزية)